# Dahlgrenius vicinus
Dahlgrenius vicinus är en skalbaggsart som beskrevs av Yves Gomy och Vienna 1997. Dahlgrenius vicinus ingår i släktet Dahlgrenius och familjen stumpbaggar. Inga underarter finns listade i Catalogue of Life.